# Brechen
Brechen es un municipio situado en el distrito de Limburg-Weilburg, en el estado federado de Hesse (Alemania). Su población estimada a finales de 2016 era de 6493 habitantes.
Se encuentra ubicado en al oeste del estado, en la zona de las cordilleras del Taunus y Westerwald.